# Vecindad (unidad habitacional)

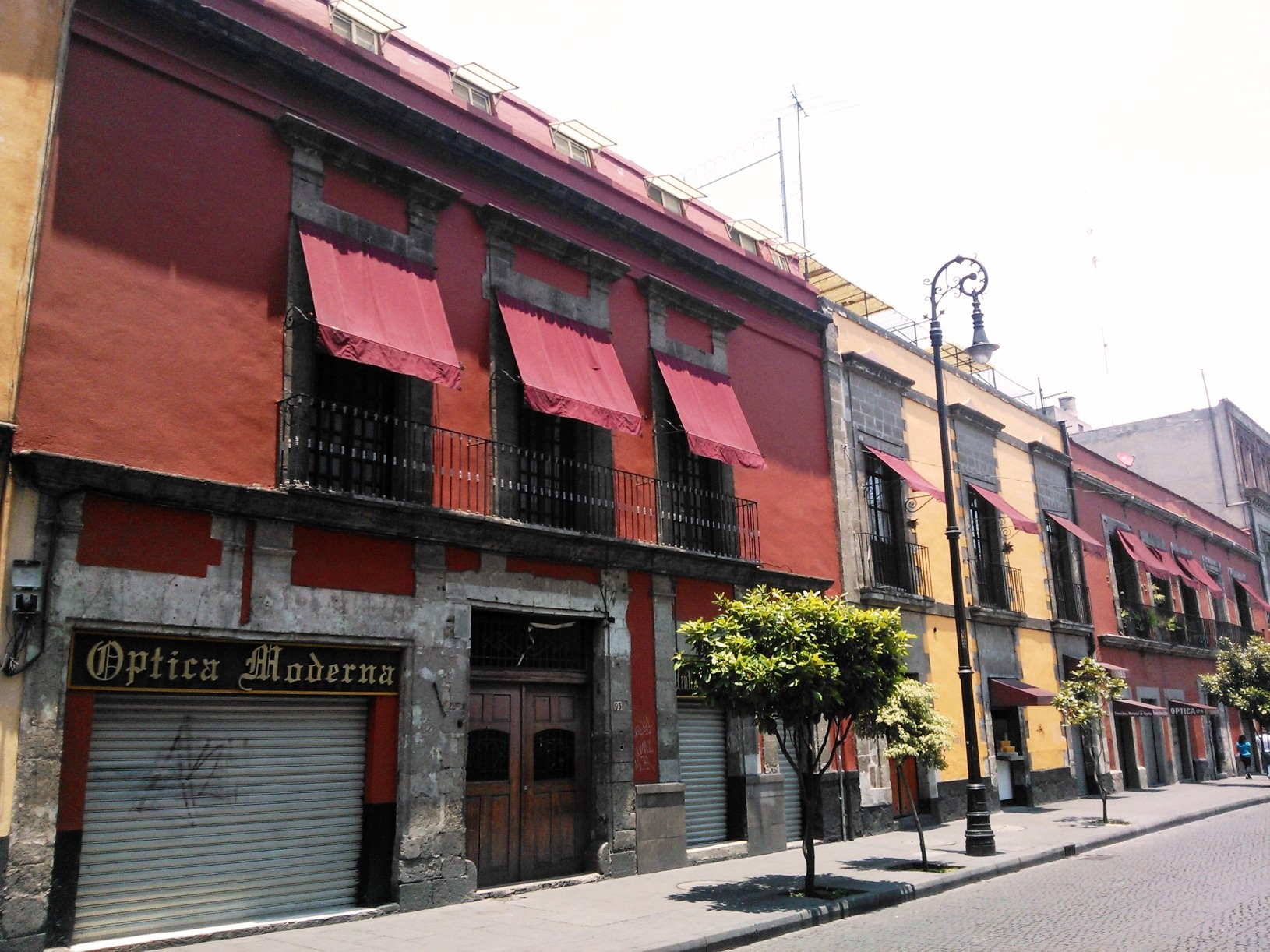
Vecindades en buen estado de conservación en la calle Isabel la Católica del centro histórico de la Ciudad de México

Una vecindad es un tipo de vivienda multifamiliar que consiste normalmente en pequeñas casas ubicadas a los lados de un pasillo o patio central, lo habitual es que sean edificaciones de una sola planta, aunque ocasionalmente pueden ser construcciones de dos o más pisos. Según el Diccionario del español de México, además de tener un patio común, las familias que habitan una vecindad en ocasiones comparten «algunos otros servicios». Este tipo de vivienda es muy común en la Ciudad de México, aunque su nombre varía de país en país.

## Descripción

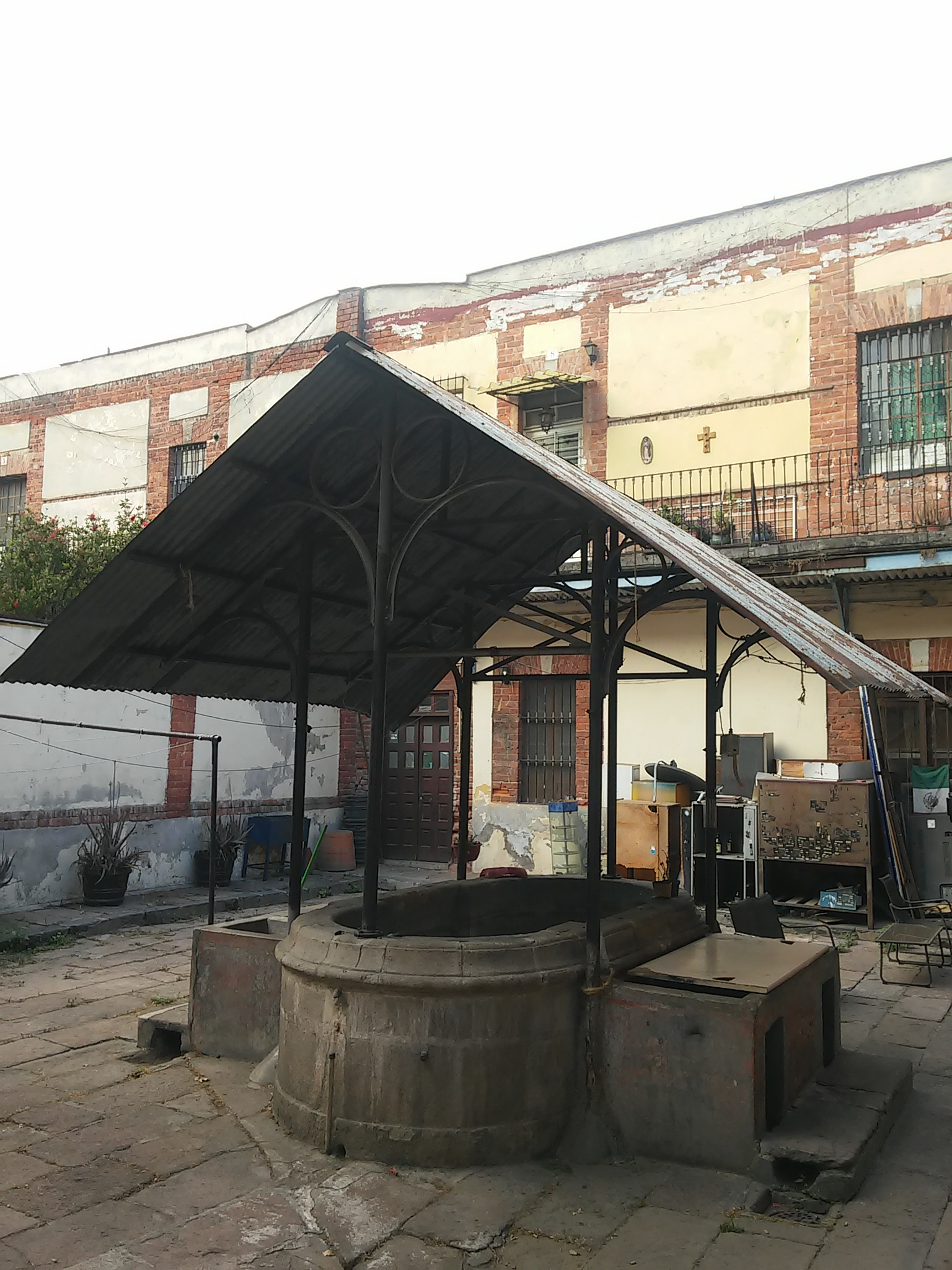
Notable ejemplo de lavaderos comunitarios en el patio de la vecindad localizada en Echeveste 2 esquina con Aldaco en el centro histórico de la Ciudad de México

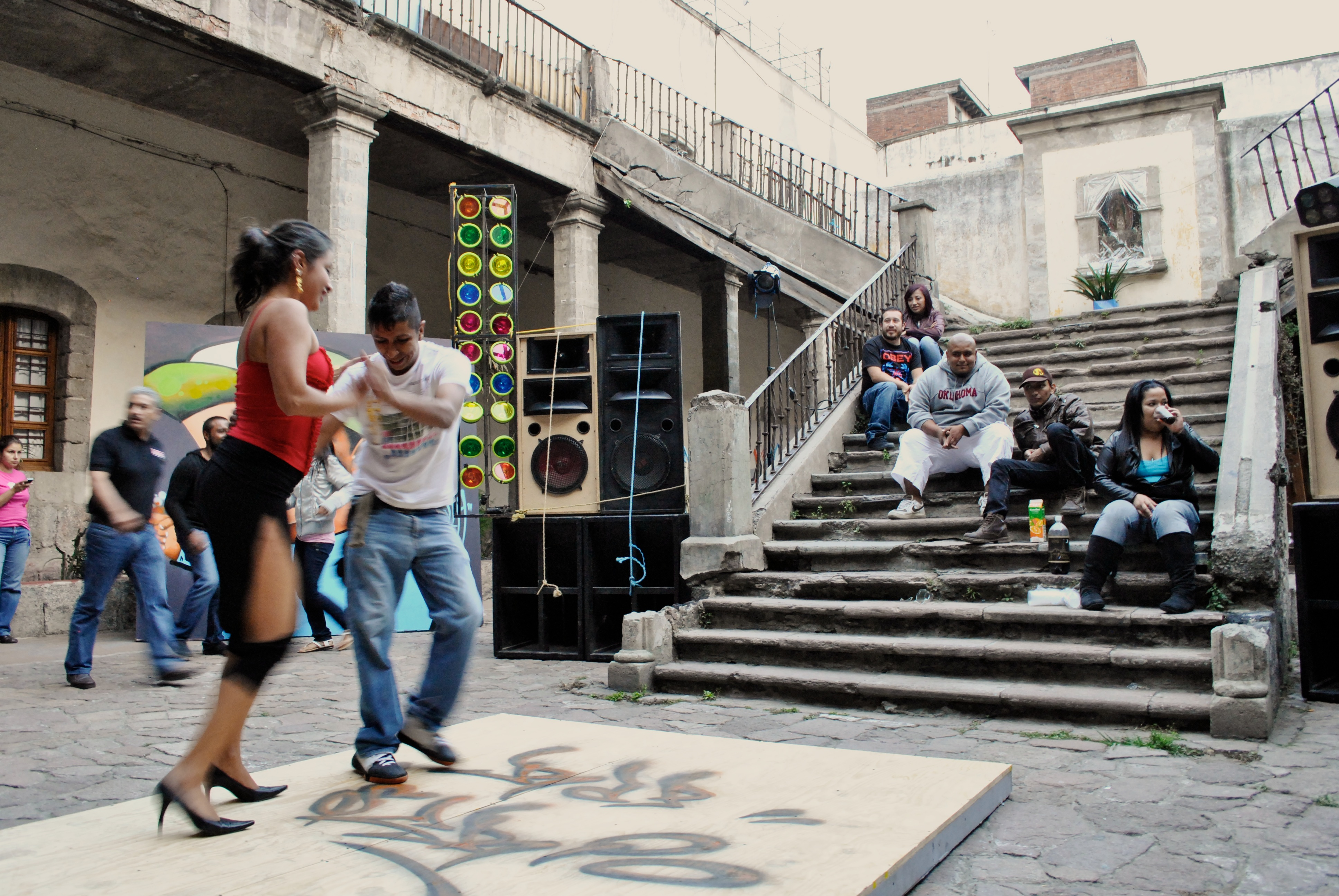
Pareja bailando cumbia en el patio de una vecindad.

Por lo general, existen dos tipos de vecindades; el primero consiste en casas o edificios antiguos que fueron abandonados, cuyo interior se dividió para proporcionar alojamiento a varias familias; el segundo está constituido por edificaciones creadas expresamente con el fin de ofrecer vivienda económica a los sectores populares de la población. Las vecindades son muy comunes en América Latina, aunque su nombre es diferente en cada país, siendo algunos de ellos: barbacoas, casas de cômodo, casas de patios, conventillos, corralones, cuarteles, inquilinatos, mesones y pasajes.
Las vecindades en la Ciudad de México surgen en el siglo XIX para brindar albergue a personas de bajos ingresos. Eran habitaciones de muy bajo costo y constaban de solo un cuarto, pero por su altura podían contar con un tapanco, construcción a media altura, ya que la altura total lo permitía y de esa forma agrandaban la habitación. Por lo regular contaba con un baño, una cocina y un pequeño patio interior.
Las vecindades son características en colonias de los barrios tradicionales como la Colonia Guerrero, Santa María la Ribera, Tepito, la Lagunilla, etcétera. Existían algunas vecindades de gran tamaño que inclusive tenían acceso a diversas calles; por dentro eran, de hecho, como pequeñas poblaciones, y sus habitantes eran muy celosos de su vecindad y la protegían ellos mismos.
Muchas películas filmadas en México colocaban a las vecindades como su escenario principal; también se caracterizan por ser lugares donde vivía la gente pobre, los departamentos tenían techos muy altos y albergaban a familias con un gran número de integrantes, se pagaba renta por los cuartos y tenían una portera, que era la persona encargada del inmueble, la que recolectaba el pago de la renta, barría el patio y tenía contacto directo con el dueño del inmueble. Cabe destacar que una de las más famosas es donde se escenificó la serie de televisión El Chavo del 8.
Hoy existen algunas vecindades aunque están en un estado muy deplorable y algunas ya no están habitadas. Cabe mencionar que una gran cantidad de vecindades ya han sido demolidas y sobre ellas se han construido grandes edificios y unidades habitacionales.

## Historia
El origen de las vecindades en México data de la época de la Colonia.